# Suite de Piatetski-Shapiro
La suite de Piatetski-Shapiro d'ordre {\displaystyle c}, où {\displaystyle c>0} est un nombre réel, est la suite d'entiers
{\displaystyle (\lfloor n^{c}\rfloor )_{n\geq 1}}.
Un nombre de la forme {\displaystyle \lfloor n^{c}\rfloor } est appelé un nombre de Piatetski-Shapiro par Joël Rivat dans sa thèse.

## Définitions et estimations
Ilya Piatetski-Shapiro a étudié à plusieurs reprises, et pour la première fois en 1953, le nombre de nombres premiers parmi les éléments d'une suite de Piatetski-Shapiro. On note
{\displaystyle \pi _{c}(x)} le nombre d'entiers {\displaystyle n} inférieurs à {\displaystyle x} tels que {\displaystyle \lfloor n^{c}\rfloor } est premier, soit formellement
{\displaystyle \pi _{c}(x)={\text{Card}}\{n<x\mid \lfloor n^{c}\rfloor {\text{ est premier}}\}},
il est conjecturé que
{\displaystyle \pi _{c}(x)\sim {\frac {x}{c\ln x}}\qquad x\to \infty \ }.
Piatetski-Shapiro a montré que cette équivalence était vraie pour {\displaystyle 0<c<12/11}, puis la majoration a été progressivement améliorée :
- 1972 : Kolesnik : {\displaystyle 0<c<10/9=1,111...}
- Graham et Leitmann, indépendamment (non publié): {\displaystyle 0<c<69/62=1,112903...}
- 1983 : Heath-Brown : {\displaystyle 0<c<755/662=1,140483...}
- 1985 : Kolesnik  : {\displaystyle 0<c<39/34=1,14705....}
- 1990 : Liu et Rivat (indépendamment)  : {\displaystyle 0<c<15/13=1,15....}
- 1992 : Rivat : {\displaystyle 0<c<6121/5301=1,1544...}
- 2001 : Rivat et Sargos : {\displaystyle 0<c<2817/2426=1,16117...}.
- 2001 : Rivat et Wu : {\displaystyle 0<c<243/205=1,18536...}.

## Complexité arithmétique des termes suivant une suite de Piatetski-Shapiro
La complexité d'un mot infini {\displaystyle x} sur un alphabet fini est la fonction qui donne le nombre de facteur de chaque longueur dans {\displaystyle x}. 
La complexité arithmétique d'un mot infini {\displaystyle x} selon la suite de Piatetski-Shapiro {\displaystyle (\lfloor n^{c}\rfloor )}
est la complexité du mot obtenu en ne conservant que les termes d'indice {\displaystyle \lfloor n^{c}\rfloor }. 
Parmi les études dans ce cadre, il y a l'article de Deshouillers, Drmota, Müllner, Shubin et Spiegelhofer qui considère la complexité arithmétique d'un mot automatique synchronisant. Un cas particulier est la suite {\displaystyle (\lfloor n^{c}\rfloor {\bmod {m}})} dont ils montrent que la complexité arithmétique est polynomiale.